# Alexander Nikolajewitsch Rogow
Alexander Nikolajewitsch Rogow (russisch Александр Николаевич Рогов; * 27. März 1956 in Moskau, Russische SFSR; † 1. Oktober 2004) war ein sowjetischer Kanute.

## Erfolge
Alexander Rogow, der bei Spartak Moskau aktiv war, nahm an den Olympischen Spielen 1976 in Montreal teil, bei denen er im Einer-Canadier antrat. Auf der 500-Meter-Sprintstrecke verpasste er als Fünfter seines Vorlaufs mit einer Laufzeit von 2:12,77 min zunächst das Halbfinale, qualifizierte sich dann aber als Zweiter des ersten Hoffnungslaufes doch noch. Rogow gewann den zweiten Halbfinallauf in 2:06,83 Minuten. Im Finale schafften es gleich mehrere Kanuten, unter zwei Minuten zu bleiben, so auch Alexander Rogow. Er überquerte mit einer Zeit von 1:59,29 Minuten als Erster die Ziellinie und wurde dadurch vor dem Kanadier John Wood und Matija Ljubek aus Jugoslawien Olympiasieger. Wood kam mit einem Rückstand von 0,29 Sekunden auf Rogow ins Ziel, Ljubek folgte nur zwei Hundertstel Sekunden später.